# Művészetek Városa (Valencia)

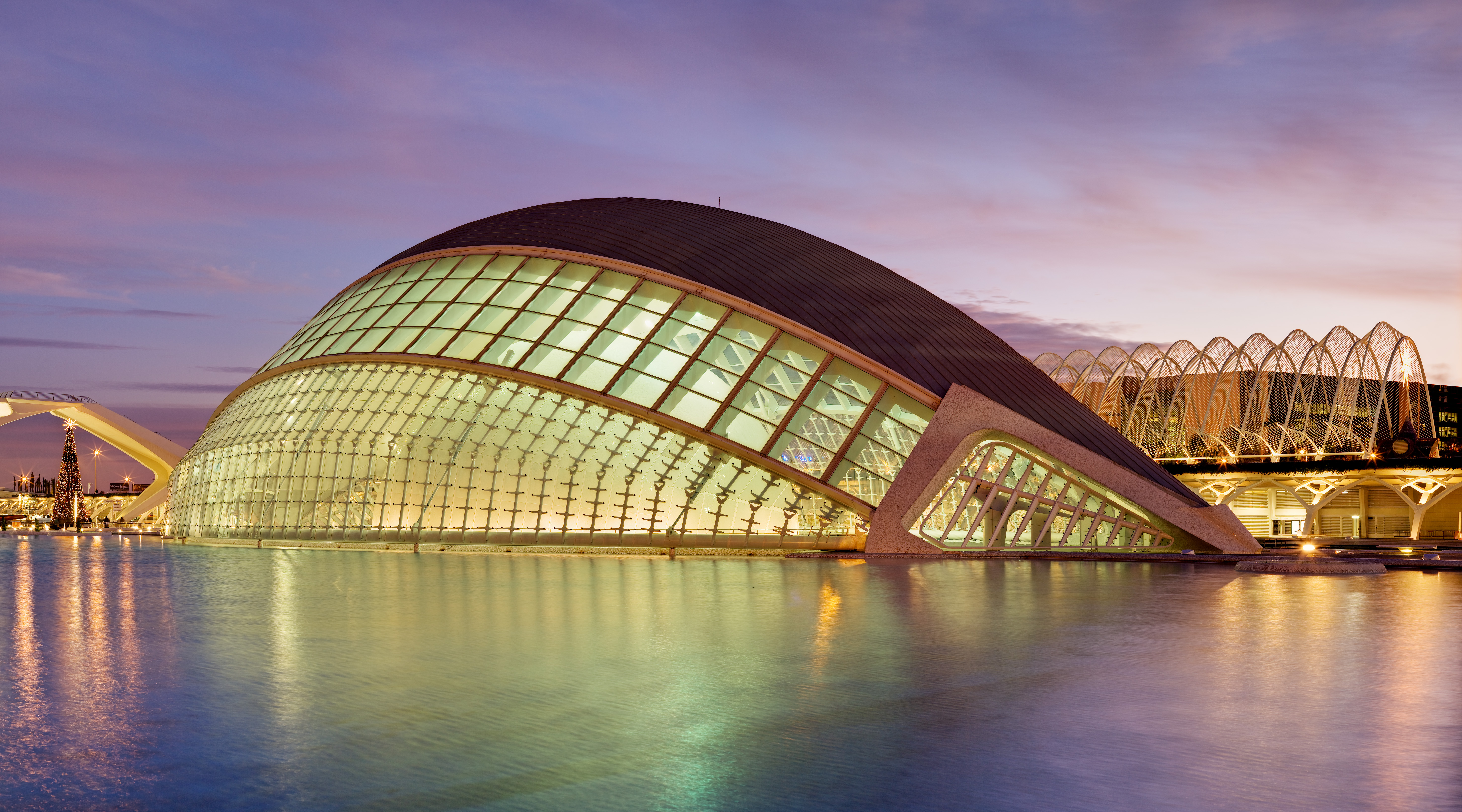
Hemispheric – Valencia, Spanyolország

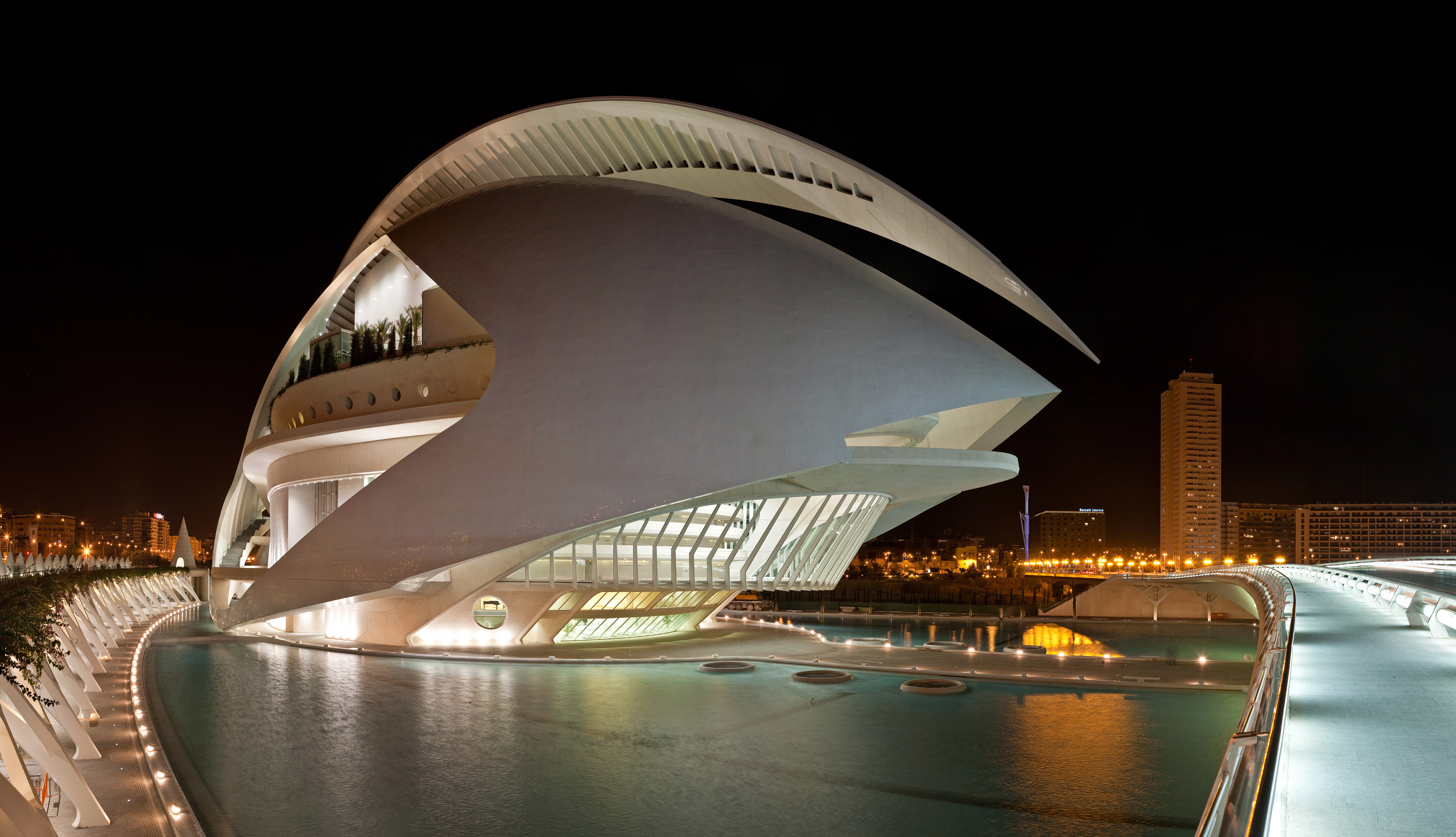
Hemispheric – Valencia, Spanyolország

Művészetek Városa (Valencia) (Ciutat de les Art) területének 350 ezer négyzetmétert jelölt ki a Valenciai Kormány 1995-ben. A valenciai származású Santiago Calatrava lett megbízva a tervek elkészítésével.
5 épületegyüttes szerepelt a tervekben. Részei: Zsófia Királyné Művészeti Palota (Opera) – (Palau de les Arts Reina Sofía), Félteke (L'Hemisféric) – 1998, Tudományok Múzeuma (Museu de les Ciéncies Príncep Felipe), Lugas (L'Umbracle). Calatraván kívül Félix Candela is dolgozott az épületcsoporton. 2003-ban adták át a (L'Oceanográfic) munkáját, mely az óceán világát mutatja be.
Az építési költségek meghaladták a 250 millió eurót. Antoni Gaudí ornamentális művészetéből indult ki Calatrava. Az Opera beton felületeit kerámiamozaik díszíti. A két szárnyat burkoló fedőelem 3000 tonnáját csupán két ponton támasztották alá. Az Opera területe összesen 37.000 négyzetméter. Legmagasabb pontja több mint 70 méter. Négyezer néző befogadására képes.

## Galéria

Hemispheric – Valencia, Spanyolország
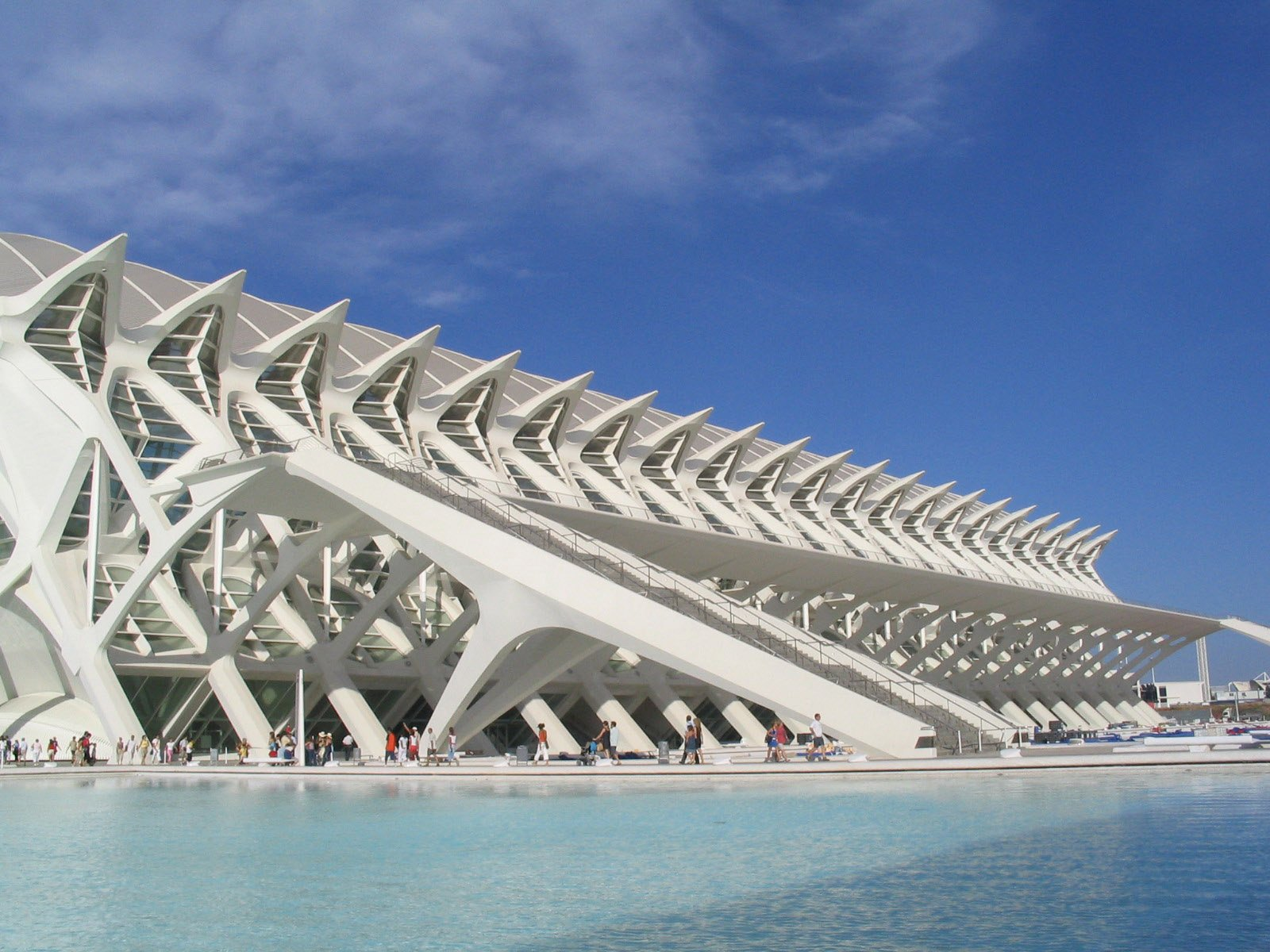
Hemispheric - Valencia, Spanyolország
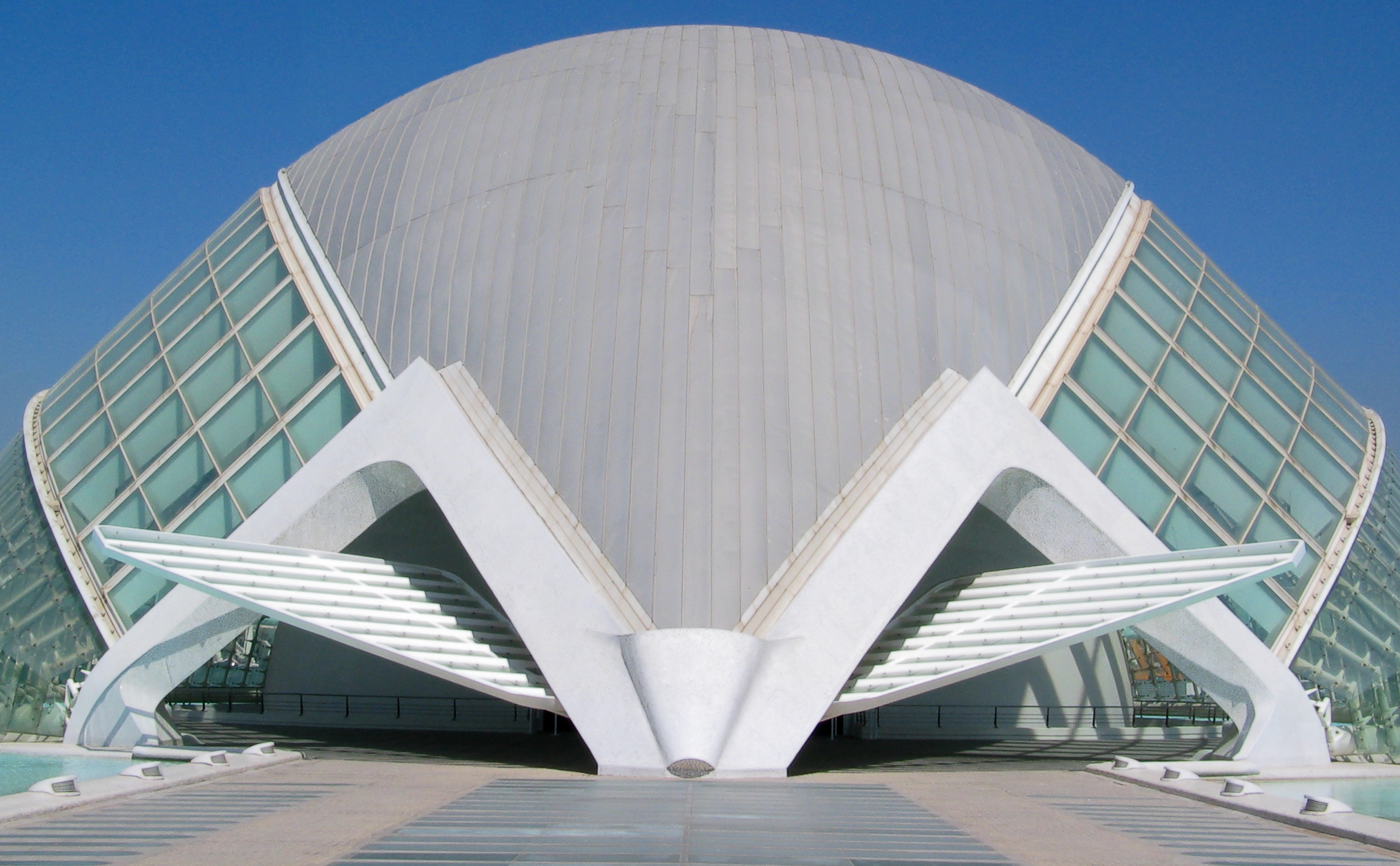
Hemispheric - Valencia, Spanyolország
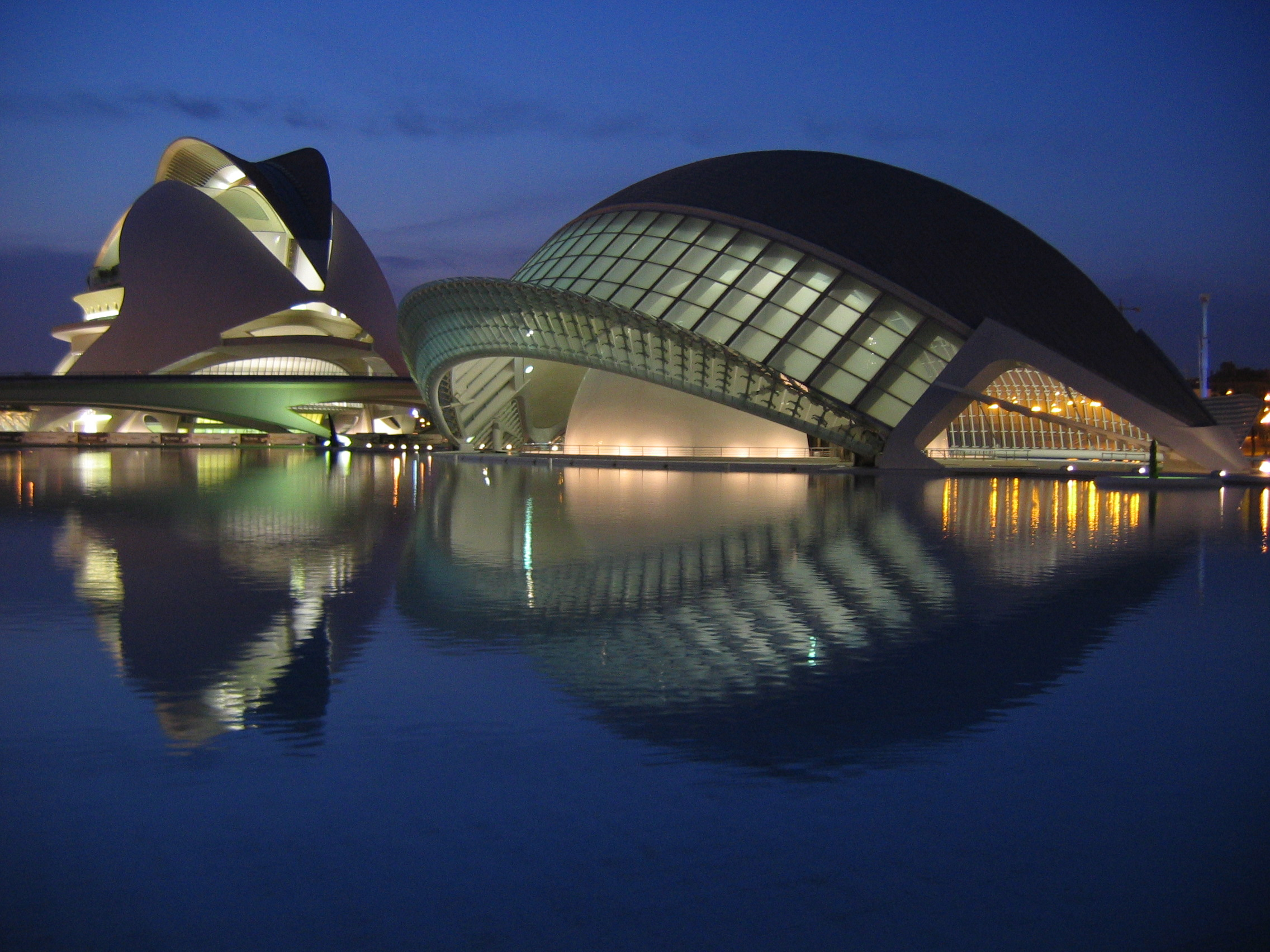
Hemispheric - Valencia, Spanyolország
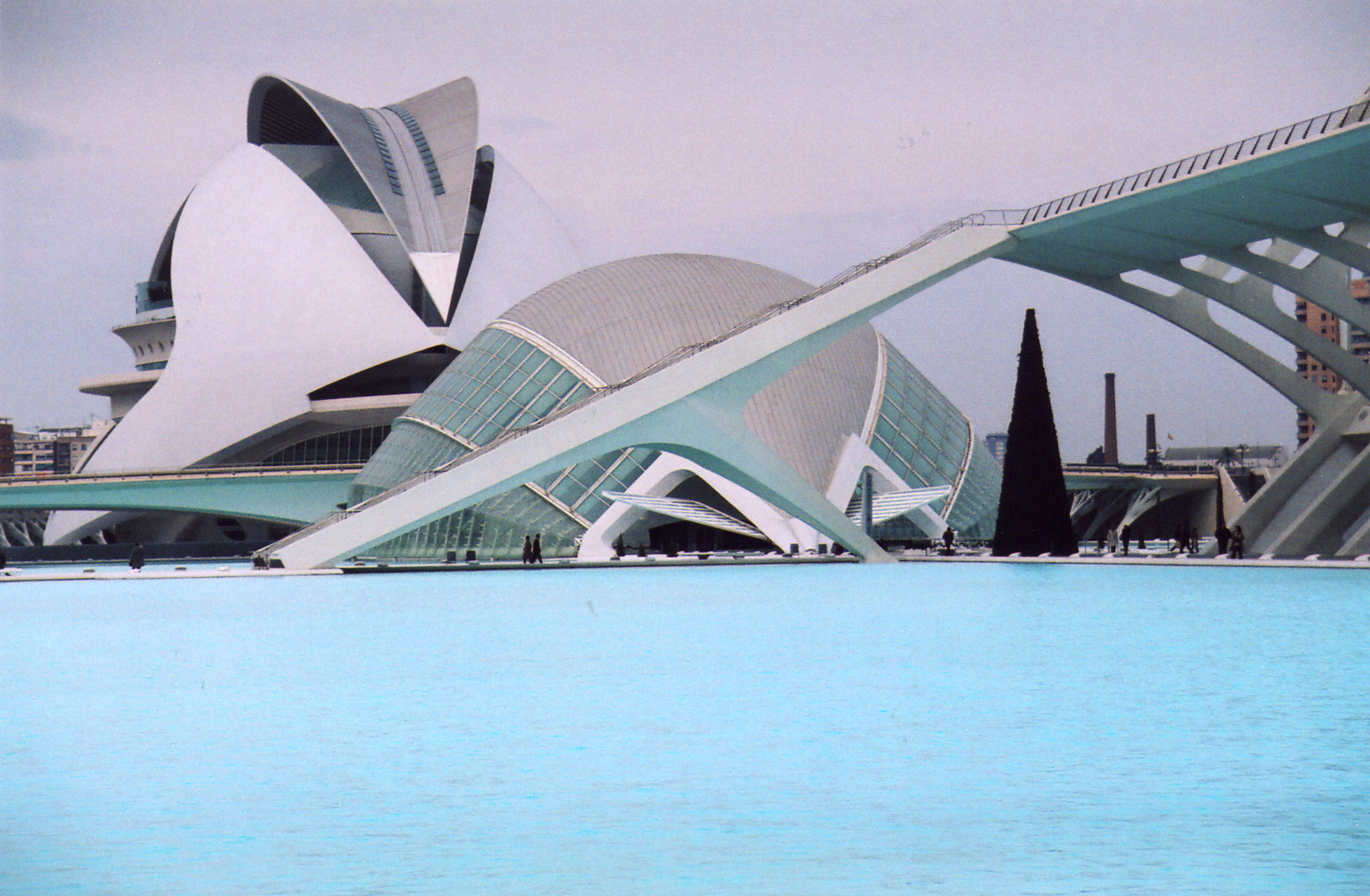
Hemispheric - Valencia, Spanyolország
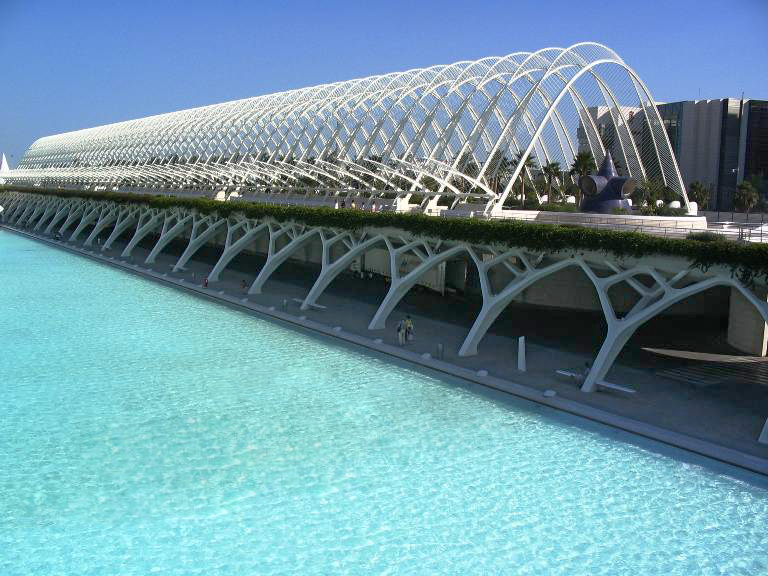
Hemispheric - Valencia, Spanyolország
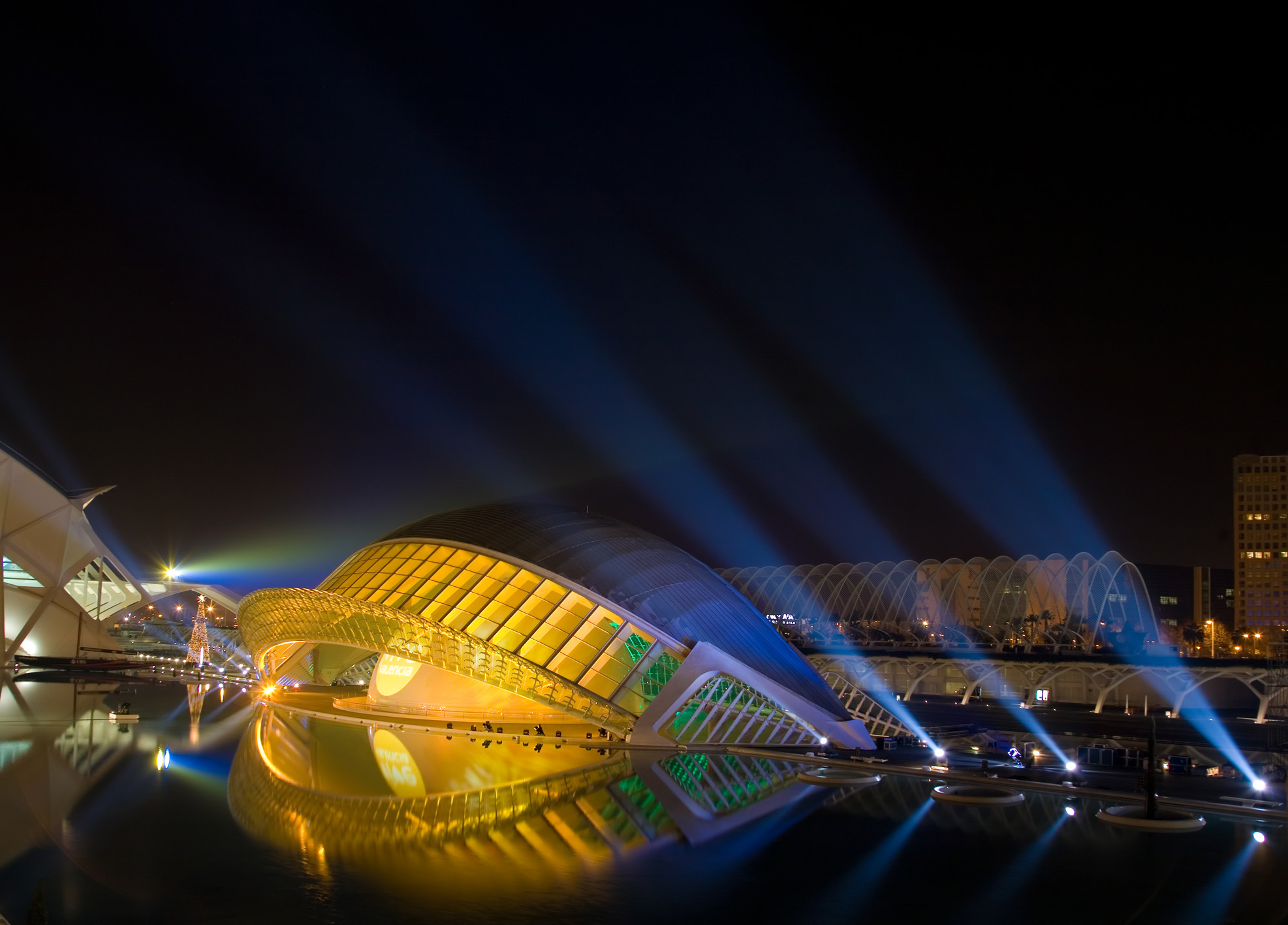
Hemispheric - Valencia, Spanyolország
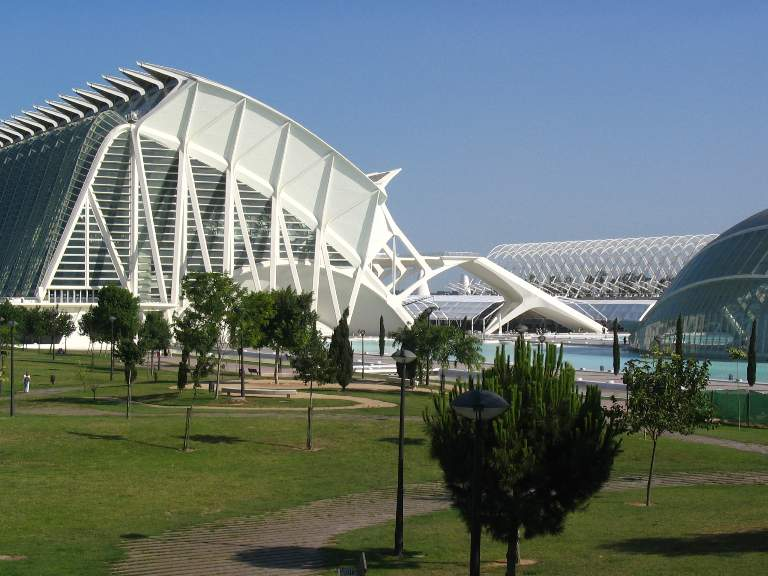
Hemispheric – Valencia, Spanyolország